# Автошлях О 020605
Автошля́х О 020605 — автомобільний шлях довжиною 14.5 км, обласна дорога місцевого значення в Вінницькій області. Пролягає по Жмеринському району від села Браїлів до села Мала Жмеринка.